# Fadenbüschelwurm
Der Fadenbüschelwurm oder Nordische Rankenwurm (Cirratulus cirratus) ist ein sessiler, als Filtrierer lebender Vielborster (Polychaeta), der eingegraben in Schlamm oder Sand im Atlantischen Ozean und der Nordsee zu finden ist.

## Merkmale
Der Fadenbüschelwurm hat einen zylindrischen Körper, der bei einer Länge von bis zu 30 cm etwa 150 Segmente zählt. An den Seiten des stumpf kegelförmigen Prostomiums sitzen 4 bis 8 große schwarze Augen. Die darauf folgenden, einander sehr ähnlichen 3 Segmente haben gerade Ränder. Zwei Gruppen von 2 bis 24 Palpen sitzen an der vorderen Kante des ersten borstentragenden Segments. Die langen, fadenförmigen Kiemen, die etwa so groß wie die Palpen sind, sitzen an jedem Segment, beginnend mit dem ersten borstentragenden Segment und fast bis zum Schwanzende. An allen borstentragenden Segmenten befinden sich kapillarförmige Borsten, doch sitzen ventral vom 10. bis 12. und dorsal vom 20. bis 23. Segment auch kurze, kräftige Borsten. Der Körper ist orange oder rosa bis bräunlich rot, die Kiemen und die Palpen rot bis gelb.

## Verbreitung und Lebensraum
Der Fadenbüschelwurm  ist im gesamten Atlantischen Ozean, in der Nordsee, dem Skagerrak und Kattegat bis zum Öresund verbreitet. Der Polychaet lebt in den tieferen Uferzonen in Schlamm oder schlammigem Sand oder zwischen Felsen, meist in Gruppen von bis zu 200 Individuen.

## Entwicklungszyklus
Der Fadenbüschelwurm  ist getrenntgeschlechtlich. Die paarungsbereiten Weibchen nehmen durch die zahlreichen Eizellen in ihrem Coelom eine hellgelbe, die Männchen durch das Sperma eine weiße Färbung an. Beide Geschlechter entlassen ihre Gameten ins freie Meerwasser, wo die in einer Gallertmasse an festem Substrat verankerten dotterreichen Eier von den Spermien befruchtet werden. Nach sechs Tagen schlüpfen frei schwimmende Post-Trochophora-Larven, die sich von Dottervorräten ernähren und nach etwa 24 Tagen niedersinken und zu kriechenden Würmern metamorphosieren, um sich ins Sediment einzugraben und sessil als Filtrierer zu leben. Ein Weibchen kann alle 1 bis 2 Jahre Eier legen und tut dies 2- bis 3-mal in seinem Leben. Es gibt keine feste Paarungszeit im Jahr.

## Ernährung
Der Fadenbüschelwurm  ernährt sich als Filtrierer von Detritus und mikroskopischen Algen, die er mit seinen Tentakeln direkt aus der Wasserströmung oder an aufgewirbelten Bodenpartikeln auffängt und durch Wimperntätigkeit zum Mund transportiert.